# Moutade
Moutade foi uma comuna francesa na região administrativa de Auvérnia-Ródano-Alpes, no departamento Puy-de-Dôme. Estendia-se por uma área de 5,3 km². Em 2010 a comuna tinha 1 802 habitantes (densidade: 340 hab./km²).
Em 1 de janeiro de 2016, passou a formar parte da nova comuna de Chambaron sur Morge.